# Jacques Léauté
Jacques Léauté (ur. 1 maja 1883 w Paryżu, zm. 14 września 1916 w Bouchavesnes-Bergen) – francuski pływak, uczestnik igrzysk olimpijskich w 1900 w Paryżu.
Wystąpił w pływaniu na 200 metrów stylem dowolnym, ale odpadł w eliminacjach